# César "Banana" Pueyrredón
César "Banana"  Pueyrredón, nome com o que é conhecido César  Honorio  Pueyrredón (Buenos Aires, Argentina, 7 de julho de 1952) é um compositor e cantor argentino de pop e pop rock e baladas. É autor de notáveis canções como Conociéndote e No quiero ser tu amigo, entre outras. Seu apelido "Banana", surgiu do nome da banda  Banana, um famoso grupo de pop-rock em espanhol fundado nos finais da década do 60 e princípios do 70.

## Discografia

### Com Banana
- Banana ha llegado al mundo  ( 1969 )
- Banana, 1974
- Aún es tiempo de soñar, 1979
- Licuado, 1980
- De entrecasa, 1983

### Em solitário
1. Así de simple, RCA, 1984
2. Sólo un poco más, Pelícano-DBN, 1985
3. Está en vivo Pelícano-DBN, 1986
4. Más cerca de la vida, Pelícano-DBN, 1987
5. Ser uno mismo, Pelícano-DBN, 1988
6. Tarde o temprano, Pelícano-DBN, 1989
7. Edición internacional, EMI-CAPITOL MEXICO 1990
8. 20 Años, ABR-DBN, 1991
9. Armonía, BMG, 1992
10. De la ternura a la pasión, BMG, 1993
11. De colección EMI, 1997
12. Souvenir del paraíso, CBP, 1999
13. Romántico + nuevo, CBP, 2004